# Чембулатка
Чембулатка — река в России, протекает по Исаклинскому району Самарской области. Историческое название — Кайраклы (Кайракла).
Современное название получено путём заимствования основы у названия лесного массива, произрастающего по берегам реки. Первые упоминания о реке содержаться в трудах Петра Симеона Паласа; историческое название упоминается на карте путешествия.
Устье реки находится в 72 км по правому берегу реки Сургут. Длина реки составляет 16 км. Истоки лежат около посёлка Лесного, протекает через сёла Большое и Малое Микушкино. Пойма двусторонняя шириной 200—250 метров, русло слабоизвилистое.

## Данные водного реестра
По данным государственного водного реестра России относится к Нижневолжскому бассейновому округу, водохозяйственный участок реки — Сок от истока и до устья. Речной бассейн реки — Волга от верховий Куйбышевского вдхр. до впадения в Каспий.
Код объекта в государственном водном реестре — 11010000612112100005839.